# Marie-Anne Collot

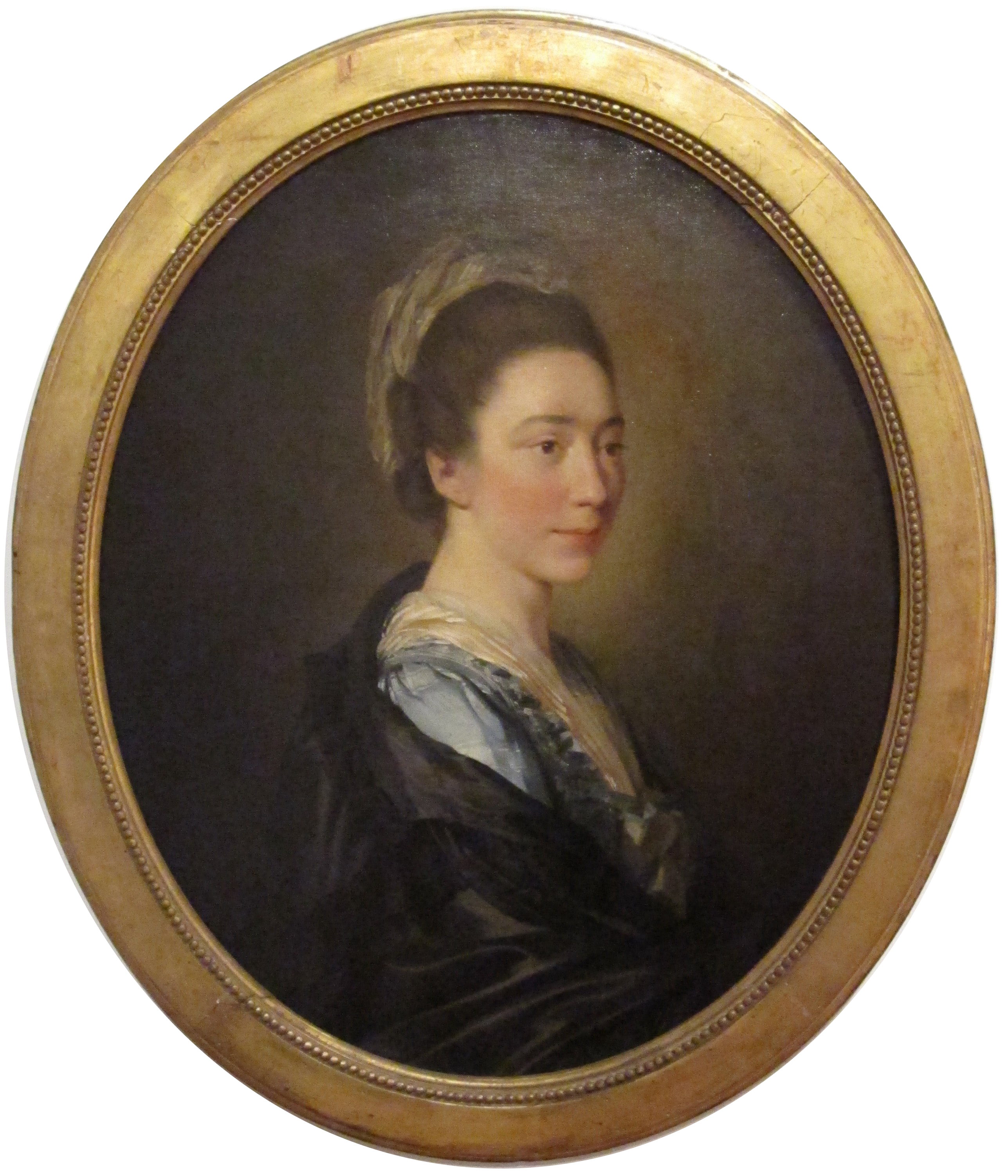
Porträt von Marie-Anne Collot. Gemälde von Pierre-Étienne Falconet (1741–1791) aus dem Jahre 1773.

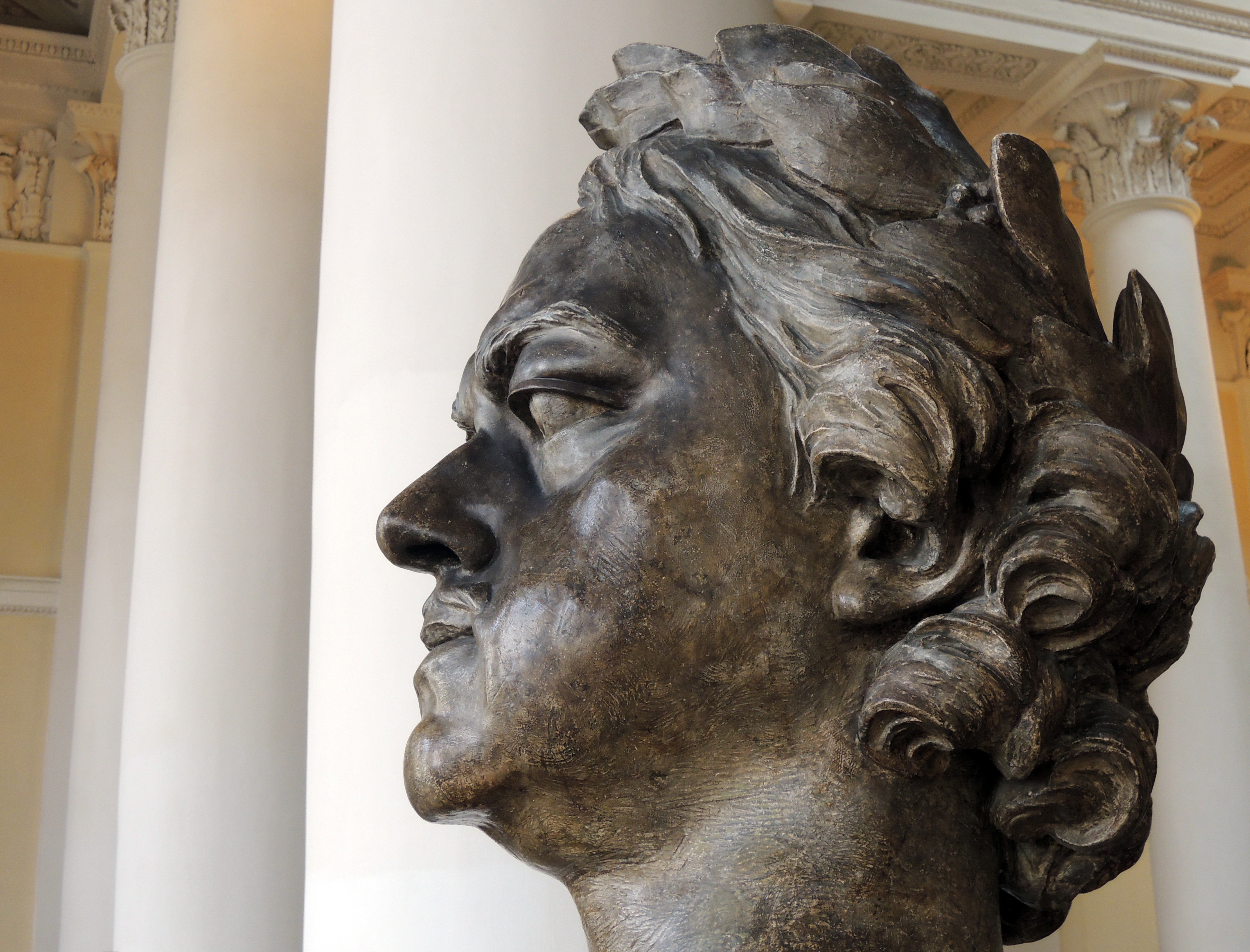
Modell des Kopfes von Peter dem Großen für den „ehernen Reiter“ (Gips, um 1773)

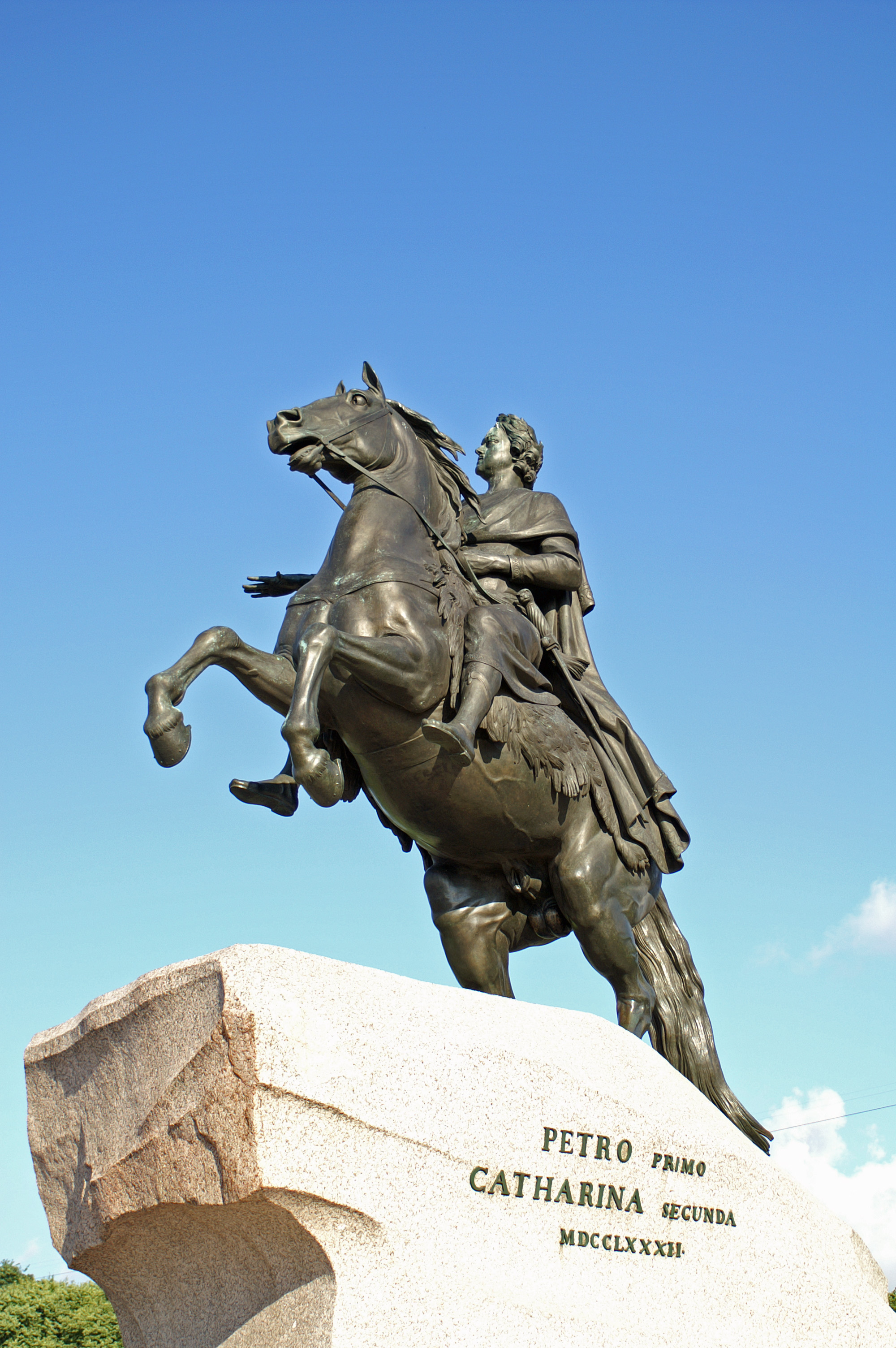
Der eherne Reiter von Étienne-Maurice Falconet mit dem von Marie-Anne Collot geschaffenen Kopf

Marie Anne Collot (* 1748 in Paris; † 24. Februar 1821 in Nancy) war eine französische Bildhauerin.

## Leben
Über Marie-Anne Collots Herkunft und Kindheit ist nicht viel bekannt. Denis Diderot gab im Jahre 1769 an, herausgefunden zu haben, dass Marie Anne Collot ein Waisenkind sei. Im Jahre 1763, bereits mit 15 Jahren, wurde Collot Schülerin des bekannten Bildhauers Étienne-Maurice Falconet, der damals mit 47 Jahren auf dem Höhepunkt seiner Karriere stand.
Mit 17 Jahren hatte sie in seinem Atelier in der Rue d’Anjou in Paris bereits eine Serie von Büsten geschaffen, welche die Zeitgenossen sehr bewunderten.
1766 begleitete sie ihren Meister nach Sankt Petersburg, um dort einen Auftrag der Zarin Katharina II., eine überlebensgroße Statue Peters des Großen, auszuführen, den „ehernen Reiter“. Collot führte den Kopf der Statue aus.
Am 27. Juli 1777 heiratete sie, noch immer in Russland, den aus England angereisten Sohn Falconets, den Maler Pierre-Étienne Falconet (1741–1791). Er war aber berechnend genug, sich die Honorare und großzügige Mitgift Marie Anne Collots zu sichern. Die Ehe verlief wegen der fortgesetzten Brutalität und Untreue Falconets unglücklich.
1778 kehrte Marie Anne Collot mit ihrer Tochter nach Paris zurück. Dann im Jahre 1779 reichte sie Klage gegen ihren Mann ein, den sie beschuldigte, sie geschlagen, hintergangen und mit einer anderen Frau betrogen zu haben. Sie trennten sich.
Étienne Falconet kehrte 1781 aus Den Haag, La Haye zurück nach Paris und stand seiner Schwiegertochter gegen den gewalttätigen Sohn bei. Er erkrankte und wurde von Marie Anne Collot bis zu seinem Tod 1791 gepflegt.
Aufgrund der Heirat ihrer Tochter zog Collot nach Nancy, wo sie 1821 starb.

## Werke
Dellac nennt in ihrem Werkverzeichnis 28 Werke von Marie Anne Collot, die aber größtenteils verschollen sind. Ein Teil ihrer Skulpturen, u. a. die Büste von Diderot, befinden sich im Museum der Eremitage, Sankt Petersburg, und im Louvre, Paris sowie im Museum von Nancy. Im Museum von Nancy befindet sich ein Selbstporträt, das lange für eine Büste der jungen Zarin Katharina gehalten wurde.

Von Marie-Anne Collot geschaffene Werke (Auswahl)
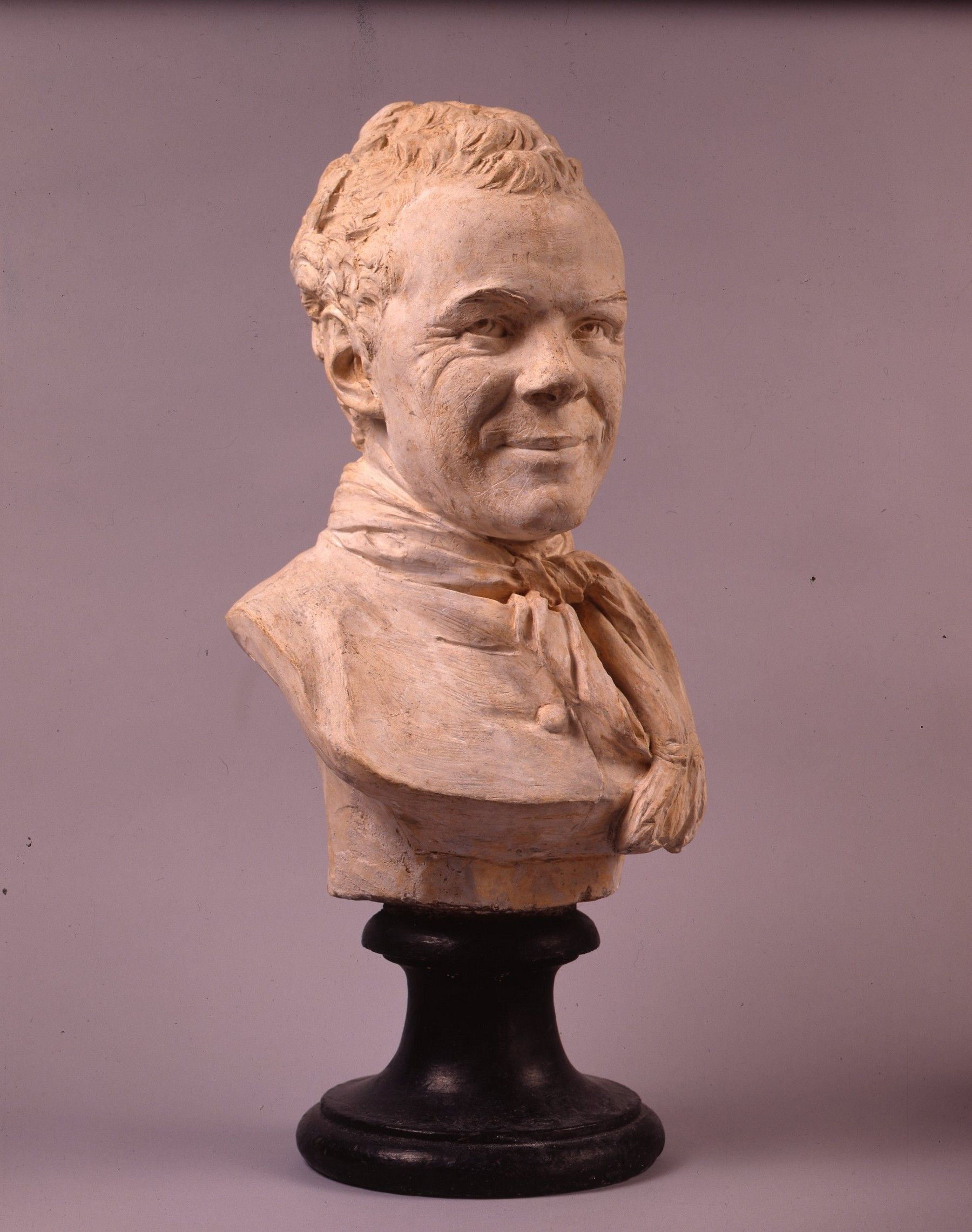
Étienne-Maurice Falconet
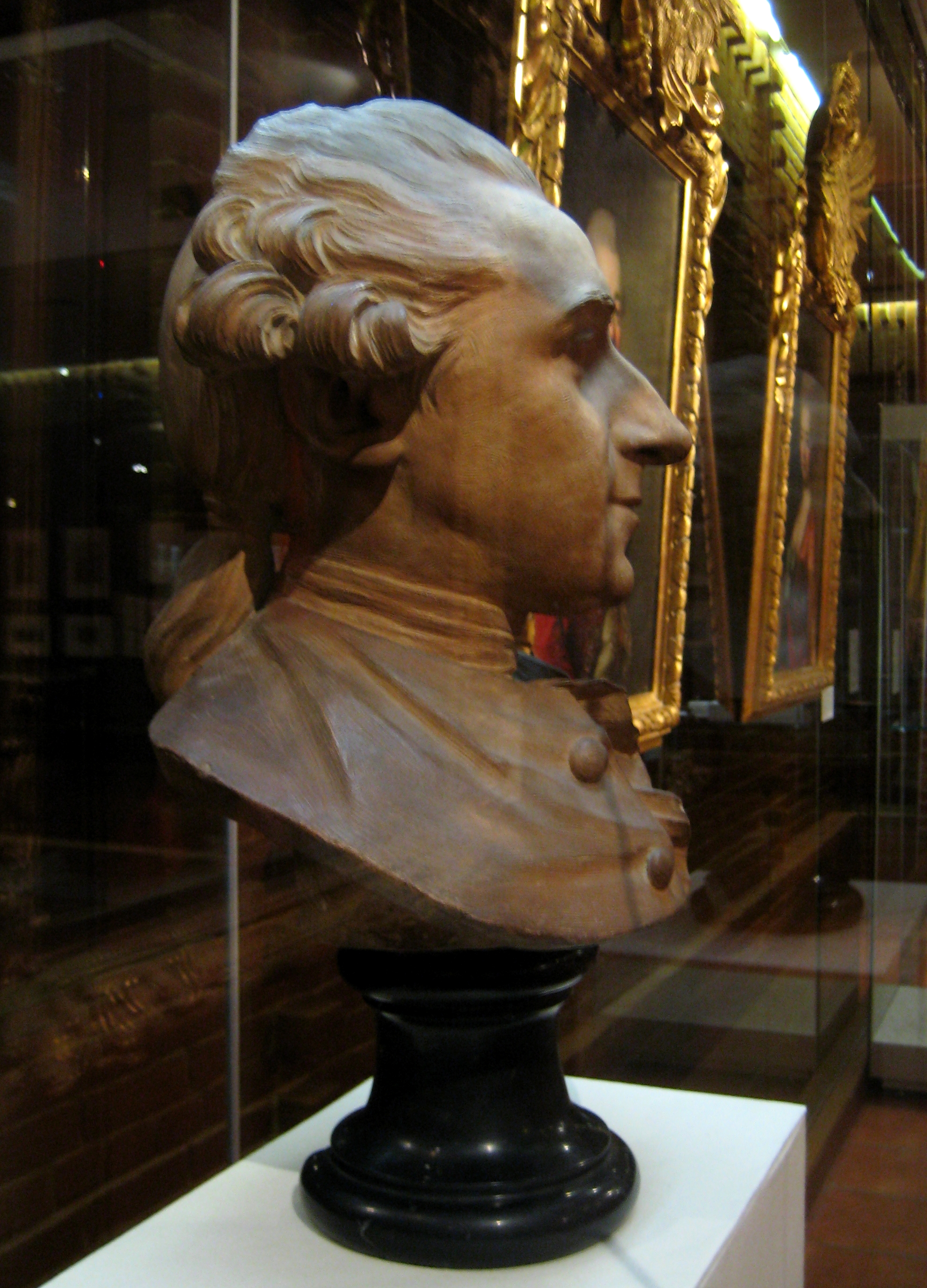
Dmitri Alexejewitsch Golizyn
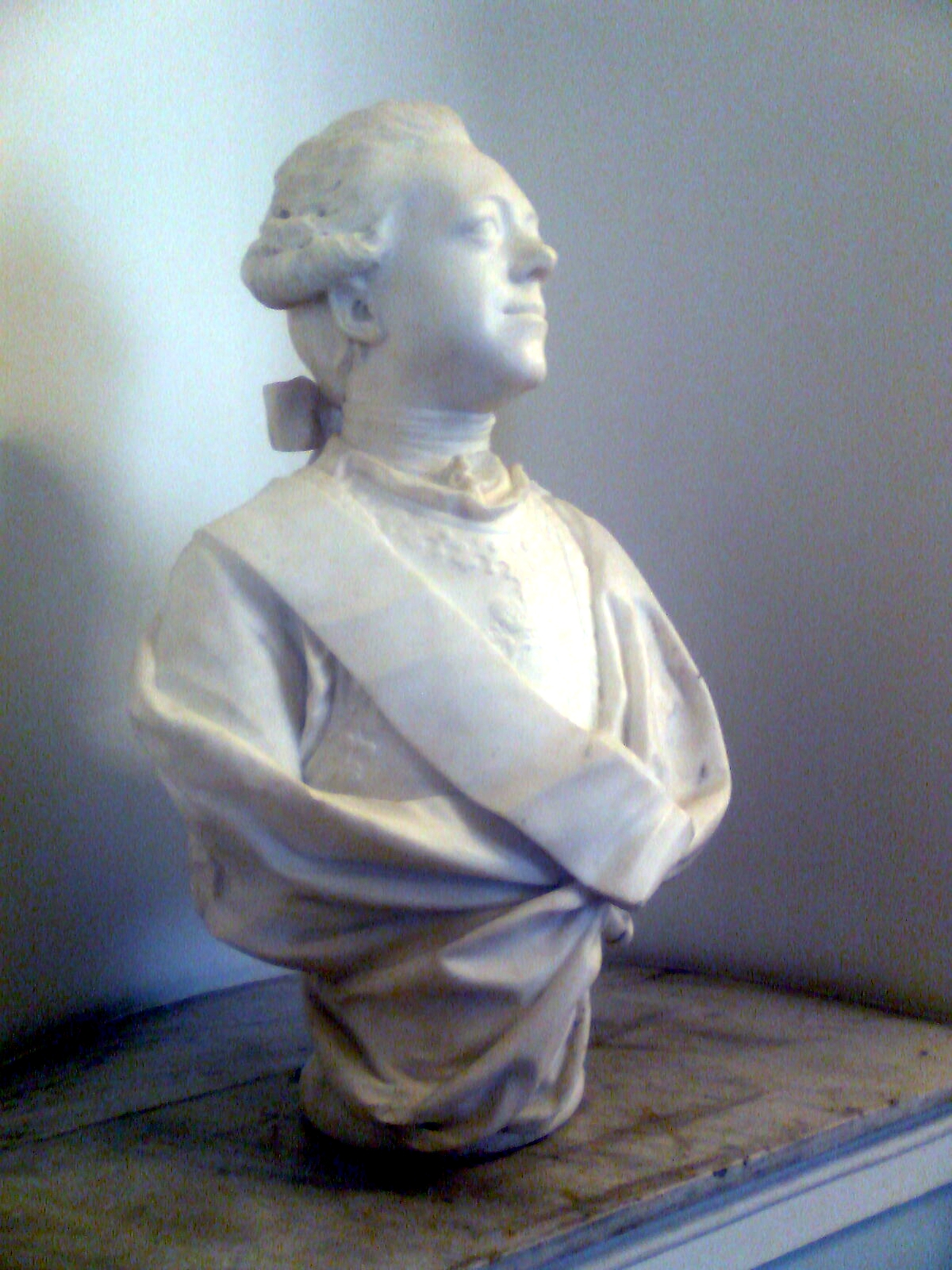
Paul I.
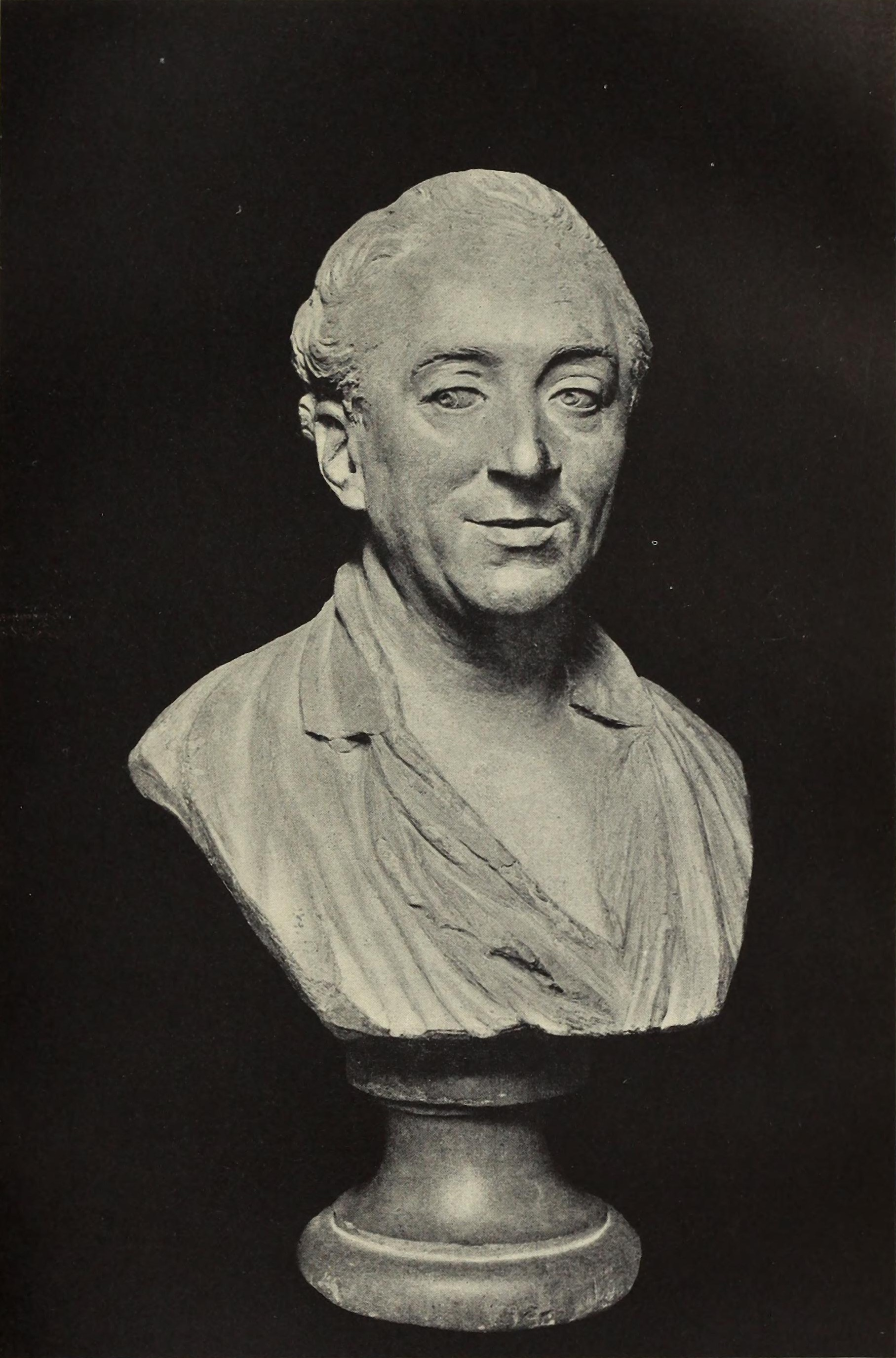
Diderot
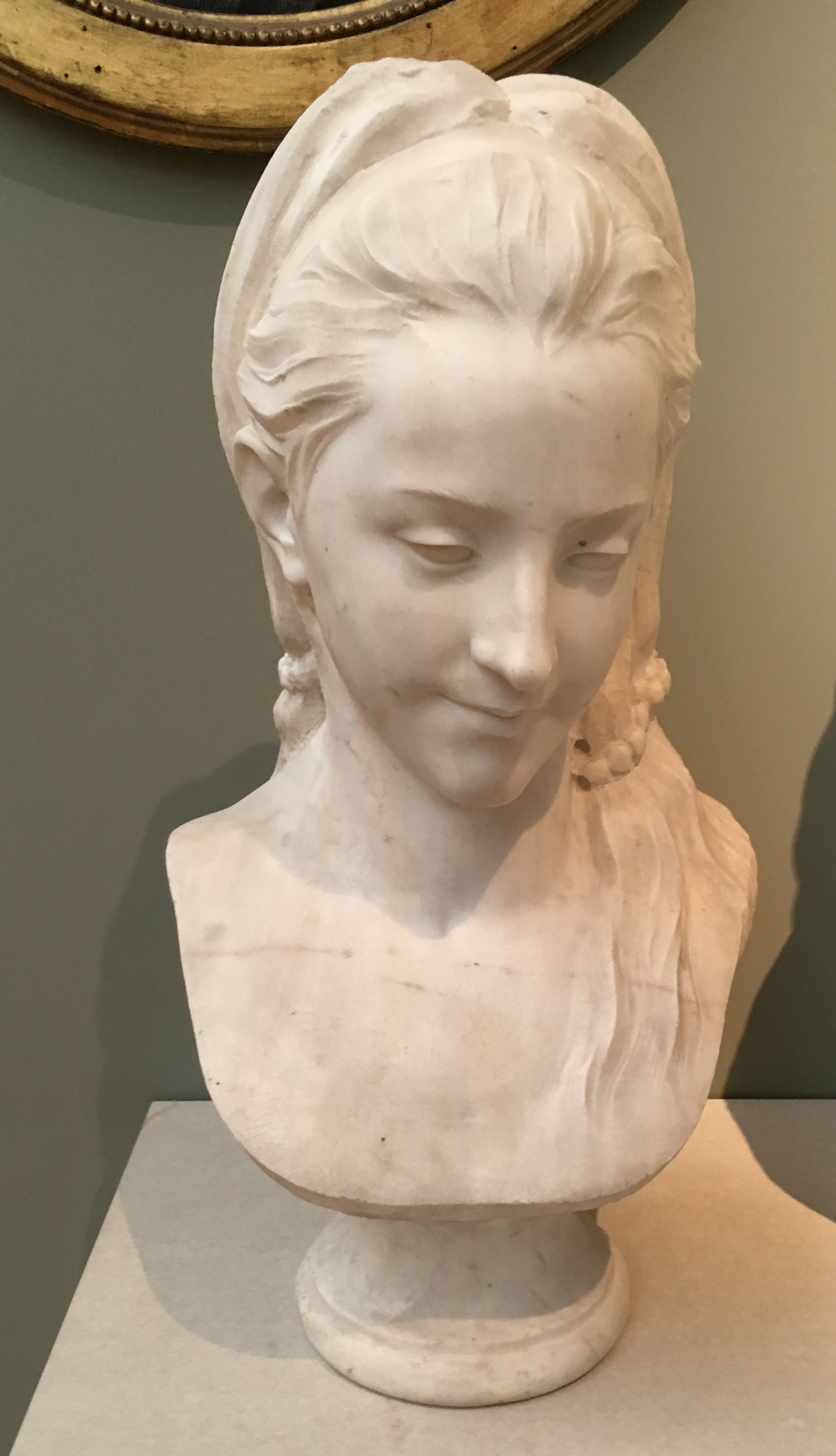
Mary Cathcart
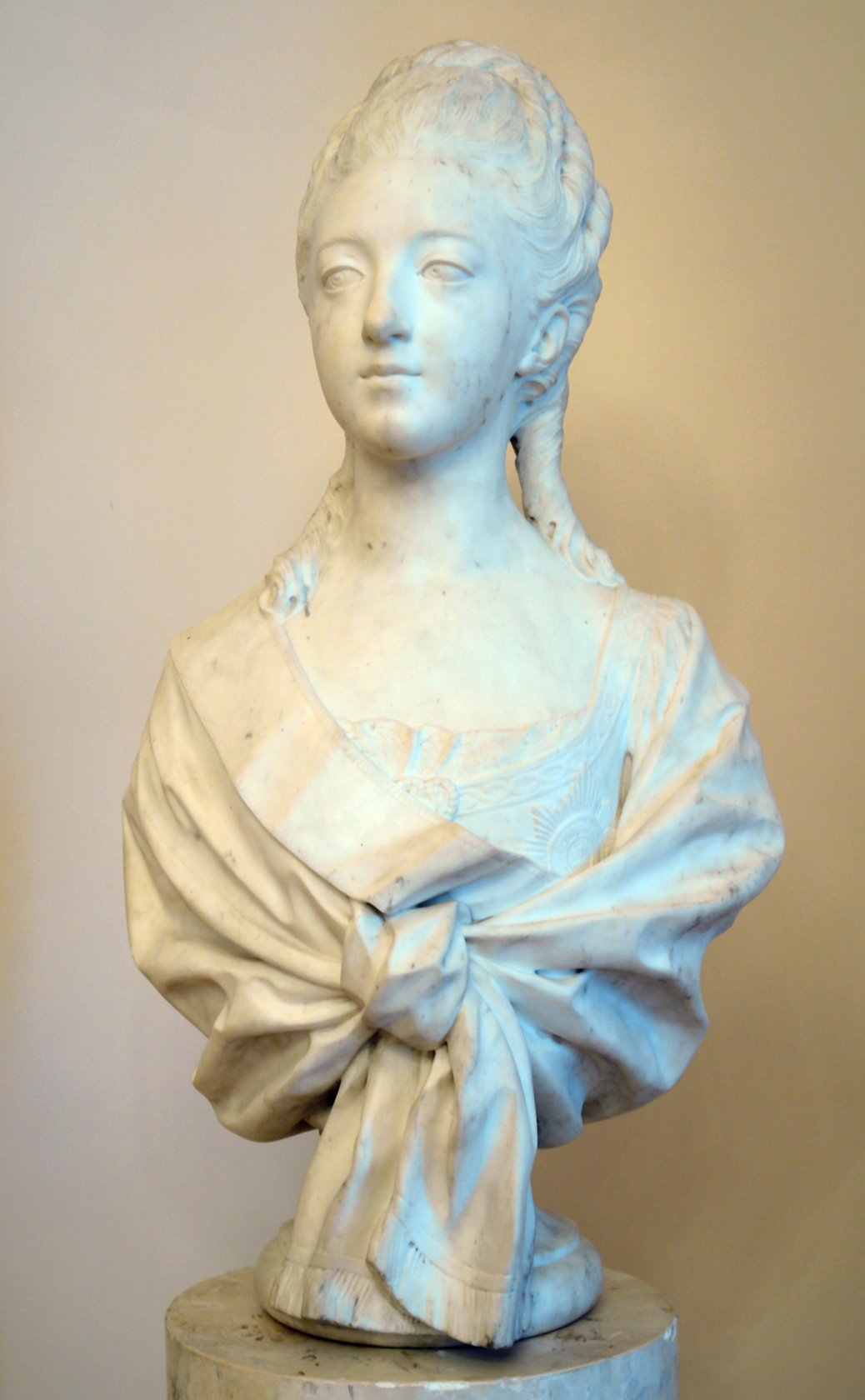
Natalia Alexejewna von Russland
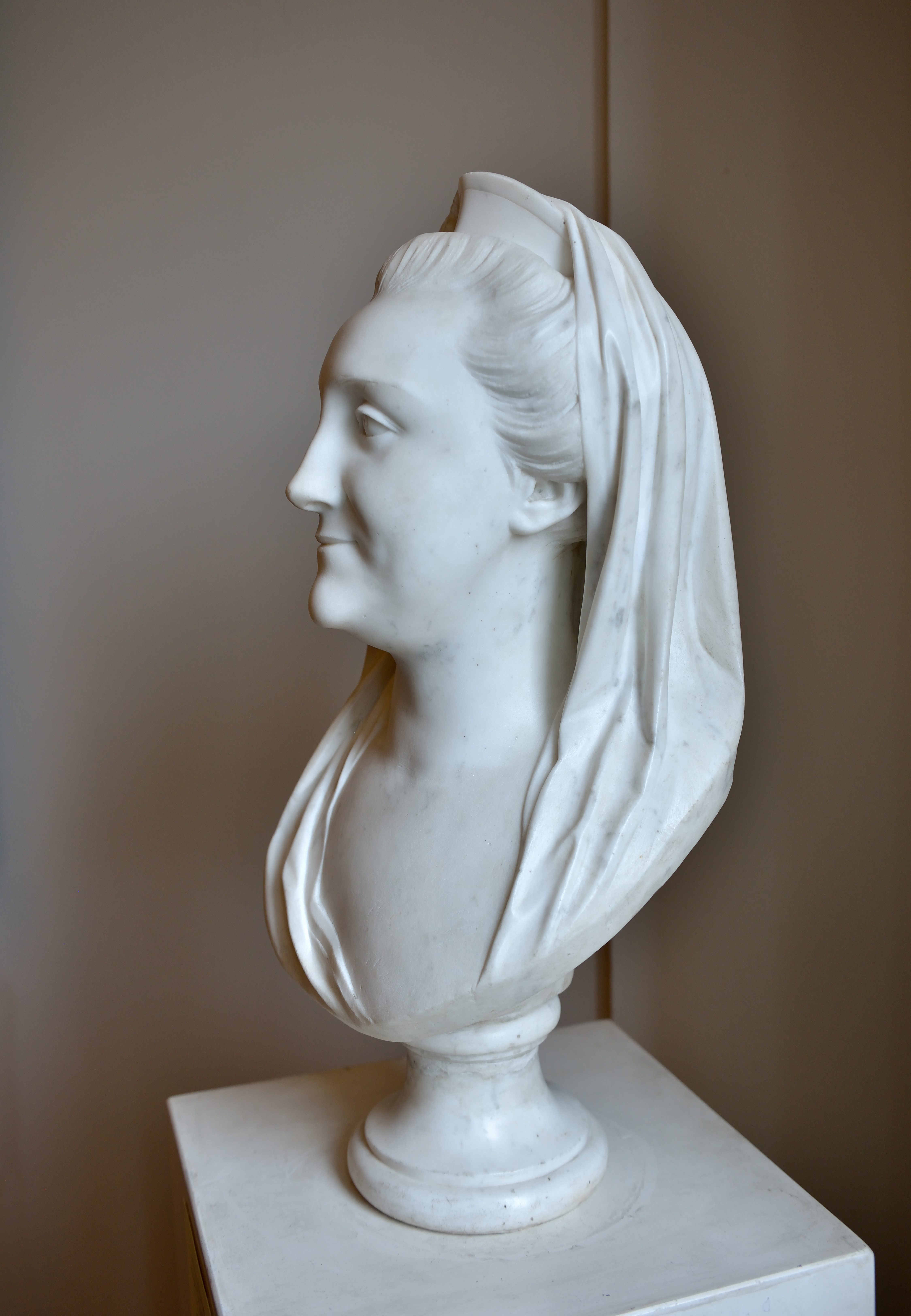
Katharina II.
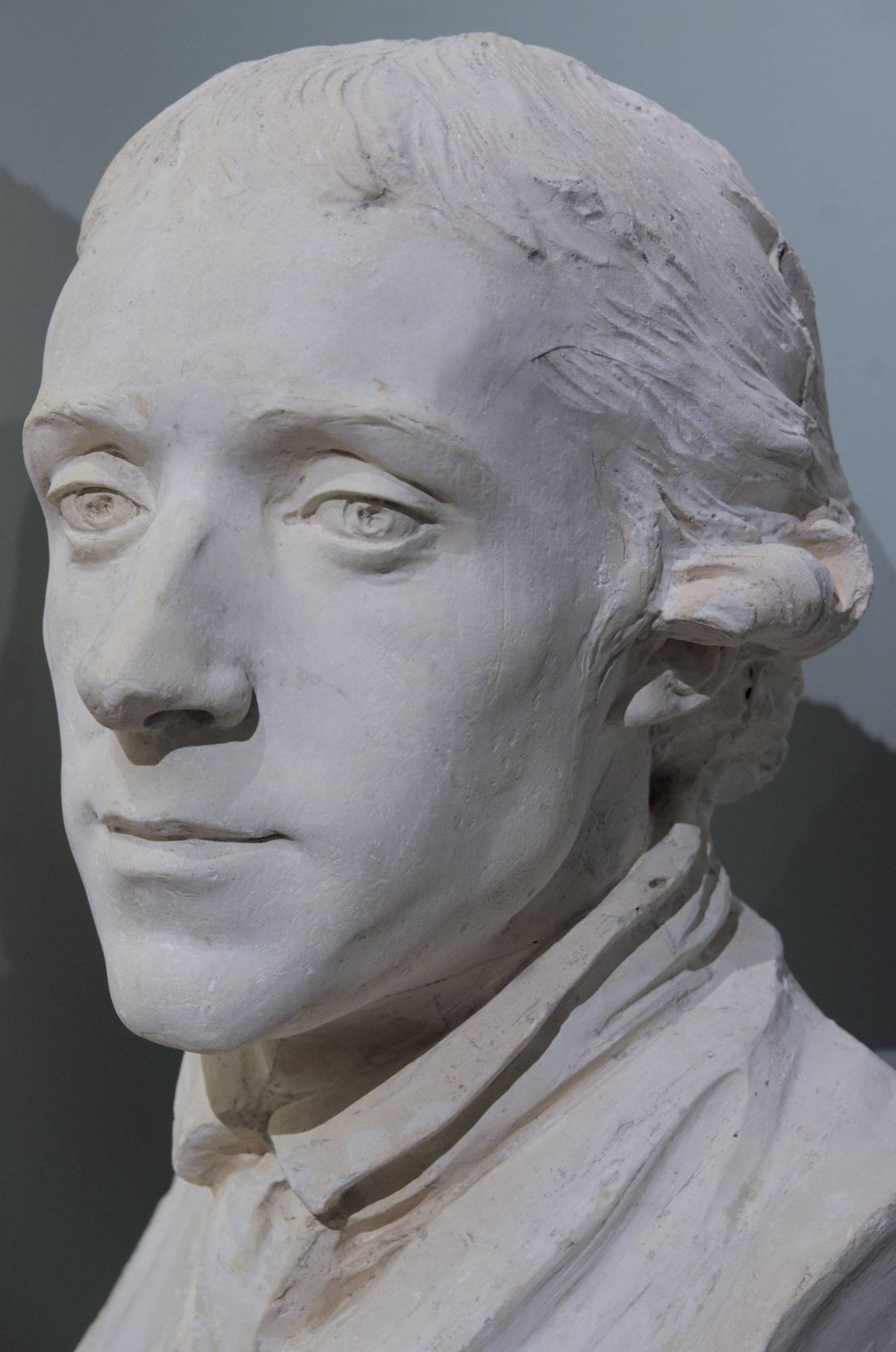
Pierre-Étienne Falconet